# 24354 Caz
24354 Caz (tên chỉ định: 2000 AA105) là một tiểu hành tinh vành đai chính. Nó được phát hiện bởi dự án Nghiên cứu tiểu hành tinh gần Trái Đất Lincoln ở Socorro, New Mexico, ngày 5 tháng 1 năm 2000. Nó được đặt theo tên Christopher Allen Zimmerman, an American high school student whose chemistry project won second place ở the 2008 Giải thưởng Khoa học và Kỹ thuật Intel.